# Titus Orbius Priscinus
Titus Orbius Priscinus war ein im 2. oder 3. Jahrhundert n. Chr. lebender Angehöriger des römischen Ritterstandes (Eques).
Durch eine Weihinschrift auf einem Altar, der beim Kastell Lavatrae gefunden wurde und der auf 171/230 datiert wird, ist belegt, dass Priscinus Präfekt war. Laut John Spaul und RIB war er Präfekt der Cohors I Thracum, die in der Provinz Britannia stationiert war.